# Bursera mirandae
Bursera mirandae är en tvåhjärtbladig växtart som beskrevs av C.A. Toledo Manzur. Bursera mirandae ingår i släktet Bursera och familjen Burseraceae. Inga underarter finns listade i Catalogue of Life.